# Dinner Club
Dinner Club è un programma televisivo italiano di genere cooking show, variety show e commedia, distribuito da Prime Video dal 18 settembre 2021, e di cui vanno in onda dal 25 marzo 2025 in chiaro su TV8 le prime due stagioni.

## Esportazione del format
Il programma creato interamente in Italia, è stato esportato in Germania nel 2025, distribuito sempre da Prime Video col titolo Dinner Club Germany e con conduttore lo chef teutonico Andreas Caminada.